# Antirrhinum siculum
Antirrhinum siculum là một loài thực vật có hoa trong họ Mã đề. Loài này được Mill. mô tả khoa học đầu tiên năm 1768.

## Hình ảnh

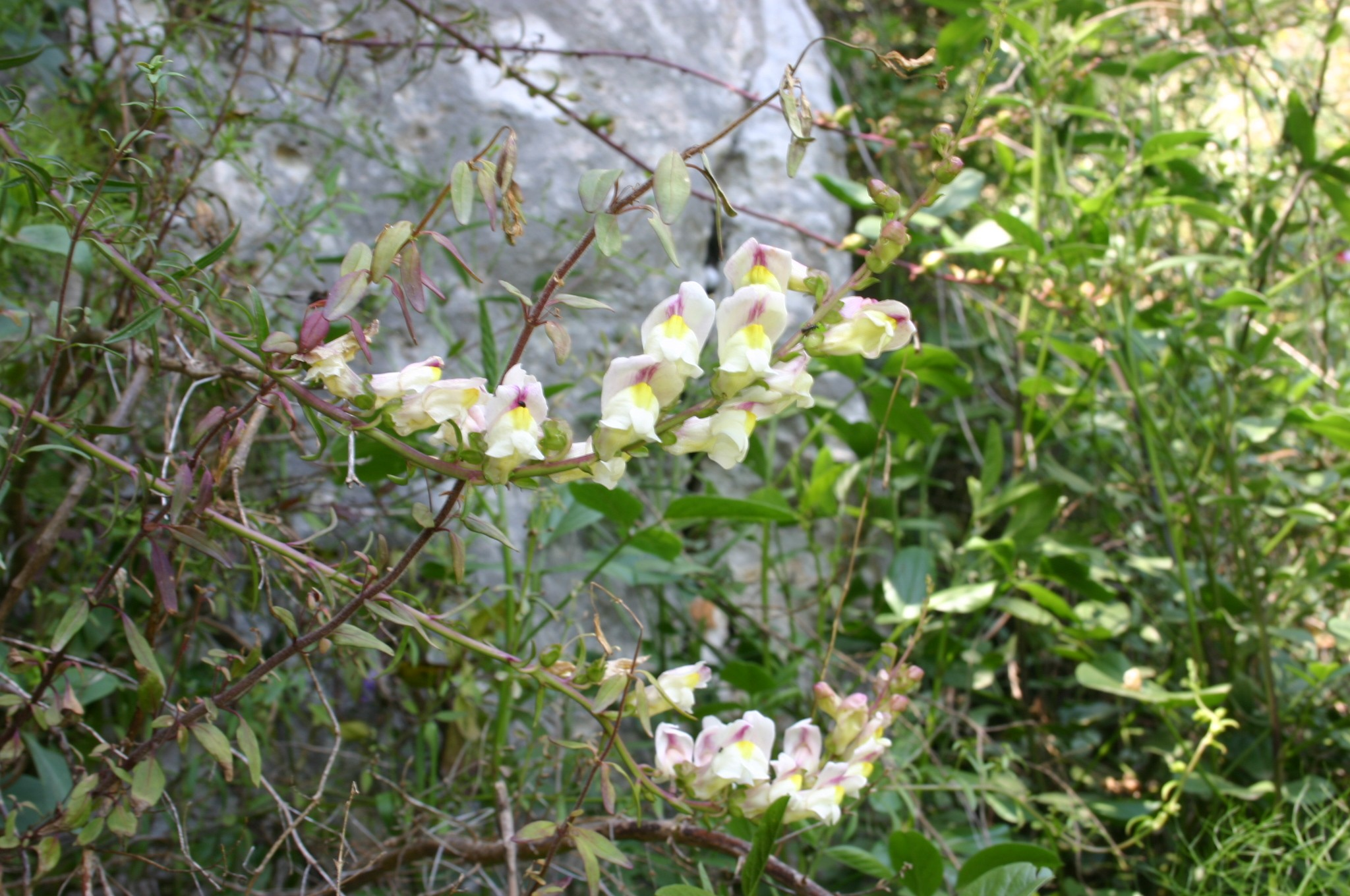